# Hattyúhercegnő 2.
A Hattyúhercegnő 2. (eredeti cím: The Swan Princess II: Escape from Castle Mountain) 1997-ben bemutatott amerikai rajzfilm, amely A hattyúk tava  balett alapján készült, és a Hattyúhercegnő című mozifilm folytatása. Az animációs játékfilm rendezője és producere Richard Rich. A forgatókönyvet  írta, a zenéjét Lex de Azevedo szerezte. A videófilm a Nest Entertainment és a Rich Animation Studios gyártásában készült, a Legacy Releasing forgalmazásában jelent meg. Műfaja zenés fantasyfilm.
Amerikában 1997. július 18-án mutatták be a mozikban, Magyarországon a televízióban 2013. március 15-én a Super TV2-n vetítették le a TV2 Csoporttal.

## Cselekmény
|  | Alább a cselekmény részletei következnek! |

Odette és Derek éppen az első házassági évfordulója készülnek, akik házastársak. Bár nem egészen úgy sikerül ez, ahogy azt eltervezték. Uberta királynét éppen a kegyetlen Clavius el akarja rabolni. Derek arra készül, hogy megmentse Uberta-t. De aközben útja során számos sok veszély leselkedik rá. Eközben a barátaira is számíthat, ugyanis nem engedik egymaga induljon el. Mert segítségre is szüksége van a barátaitól olyan helyzetekben, amikben a barátai is segíthetnek. Valamint bevetik a mágia gömbjét is, amely azonban egy tiltott varázseszköz.
|  | Itt a vége a cselekmény részletezésének! |

## Szereplők
| Szereplő        | Eredeti hang       | Magyar hang      | Leírás |
| --------------- | ------------------ | ---------------- | ------ |
| Odette hercegnő | Michelle Nicastro  | Zakariás Éva     |        |
| Derek herceg    | Douglas Sills      | Moser Károly     |        |
| Clavius         | Jake Williamson    | Berzsenyi Zoltán |        |
| Uberta királynő | Christy Landers    | Halász Aranka    |        |
| Jean-Bob        | Donald Sage MacKay | Kerekes József   |        |
| Speed           | Doug Stone         | Vass Gábor       |        |
| Puffin          | Steve Vinovich     | Kassai Károly    |        |
| Lord Rogers     | Joseph Medrano     | Kapácsy Miklós   |        |
| Chamberlain     | James Arrington    | Forgács Gábor    |        |
| Knuckles        | Joey Camen         | Bolla Róbert     |        |
| Bromley         | Owen Miller        | Bor László       |        |
| Bridget         | Rosie Mann         | Illyés Mari      |        |

## Televíziós megjelenések
Super TV2, TV2, FEM3 